# 魚沼市立魚沼北中学校
魚沼市立魚沼北中学校（うおぬましりつうおぬまきたちゅうがっこう）は、新潟県魚沼市にある公立中学校。

## 概要
魚沼市教育委員会が策定した魚沼市通学区域再編計画 に基づき、魚沼市立入広瀬中学校と魚沼市立守門中学校を統合し設立された。当初は魚沼市立広神中学校も含めた3校統合案が示されていたが、魚沼市学区再編検討委員会 での検討結果を受け、2校統合の方針に修正された。

## 沿革

### 略歴
魚沼市立魚沼北学校は、2019年4月1日に魚沼市立入広瀬中学校と魚沼市立守門中学校を統合し設立された。校舎は守門中学校の校舎を活用している。校名は地域住民のアンケート調査の結果から選ばれたものである。

### 年表
- 1947年5月21日 - 北魚沼郡入広瀬村立入広瀬中学校創立
- 1978年4月1日 - 北魚沼郡守門村立須原中学校と北魚沼郡守門村立上条中学校が統合し、北魚沼郡守門村立守門中学校創立
- 2004年11月1日 - 町村合併により北魚沼郡入広瀬村立入広瀬中学校は魚沼市立入広瀬中学校に、北魚沼郡守門村立守門中学校は魚沼市立守門中学校に校名変更
- 2019年4月1日 - 入広瀬中学校と守門中学校が統合し、魚沼市立魚沼北中学校として創立

## 学校行事
| 月   | 行事 |
| ---- | ---- |
| 04月 |      |
| 05月 |      |
| 06月 |      |
| 07月 |      |
| 08月 |      |
| 09月 |      |
| 10月 |      |
| 11月 |      |
| 12月 |      |
| 01月 |      |
| 02月 |      |
| 03月 |      |

## 生徒会活動・部活動など
生徒会本部

運動部
- 陸上・スキー部
- 卓球部
- 剣道部

文化部
- 吹奏楽部

## 通学区域
- 魚沼市
  - 旧入広瀬村及び旧守門村の区域

## 進学前小学校
- 魚沼市立入広瀬小学校
- 魚沼市立須原小学校

## 交通
- JR只見線越後須原駅より徒歩9分